# Jubiler ou les Tourments de la parole religieuse
Jubiler ou Les tourments de la parole religieuse est un essai du sociologue des sciences français Bruno Latour paru en 2002 aux Éditions Synthélabo, Les Empêcheurs de penser en rond.
Cet essai prend acte des difficultés rencontrées par ceux qui souhaitent parler de religion aujourd'hui. C'est en s'interrogeant sur ce qui entrave la prise de parole religieuse, sur ses « tourments » que l'auteur propose à sa manière (« autodidacte » et « non-croyante ») de célébrer le jubilé de l'an 2000. 
En tant que monde de fidélité et de tradition, le religieux s'oppose aux mondes des sciences naturelles ou sociales où prévaut un impératif d'innovation et de production. Le religieux n'invente pas, il renouvelle, il répète. C'est dans cette tension, dans la honte que la parole religieuse trouve aujourd'hui les conditions paradoxales de son énonciation.

## Édition
- Jubiler ou Les tourments de la parole religieuse, Paris, Éditions Synthélabo, « Les empêcheurs de penser en rond », 2002  (ISBN 2-84671-009-0)
- Jubiler ou les tourments de la parole religieuse, Paris, La Découverte, « Les empêcheurs de penser en rond », 2013  (ISBN 978-2359250749)